# Giorgio by Moroder
Pistes de Random Access Memories
The Game of Love
(2) Within
(4)
Giorgio by Moroder est une chanson du duo de musique électronique français Daft Punk : il s'agit de la troisième du dernier album du groupe, Random Access Memories. La chanson contient notamment un monologue du musicien italien Giorgio Moroder, dans lequel celui-ci parle du début de sa carrière musicale.

## Contexte
Giorgio Moroder a pour la première fois mentionné sa collaboration avec Daft Punk en mai 2012 : il révéla qu'il avait enregistré un monologue à propos de sa vie, qui serait utilisé dans le futur album du groupe. Daft Punk avait expliqué à Moroder qu'ils souhaitaient avoir un long entretien avec lui, et qu'ils allaient extraire certains passages du monologue afin d'en faire une chanson-documentaire. Giorgio by Moroder a été conçue comme une métaphore de la liberté musicale, puisque Daft Punk croyait que le monologue de Moroder quant à sa carrière servirait d'analogie de l'histoire de la musique, notamment quant à l'exploration des différents genres. Le duo avait déjà été en contact avec Moroder au sujet d'une possible contribution de ce dernier à la bande-son de Tron : L'Héritage, qui n'a jamais vu le jour.
Moroder a mentionné qu'il n'avait pas participé à la production du morceau : « Ils n'ont pas voulu que je sois impliqué [dans la production]. Thomas m'a demandé si je voulais raconter l'histoire de ma vie ; ils sauraient quoi faire ensuite ». Moroder a également expliqué qu'il ne savait comment le groupe allait utiliser son monologue, ayant pensé à moment que le duo « puisse en faire un rap ».
Daft Punk a basé le morceau sur une démo que le duo avait réalisé plusieurs années auparavant, puisque que celui-ci pensait que la démo s'approchait du style musical de Moroder. Parmi les sujets abordés par Moroder dans son monologue se trouve son processus créatif derrière l'album de Donna Summer I Remember Yesterday et de sa dernière piste, I Feel Love. Lorsqu'il a pu écouter Giorgio by Moroder sous sa forme complète, Moroder a senti que le morceau s'était inspiré de ses propres productions, et particulièrement de I Feel Love.

## Production
Peter Franco (en), qui était ingénieur du son sur l'album, a mentionné que Daft Punk souhaitait conduire des tests aux Studios d'enregistrements Henson (en) tôt dans le processus de production du morceau ; l'arpège entendu dans le morceau provient de ces sessions. Franco a décrit ces tests comme des « sessions très amusantes et détendues », et celui-ci a été agréablement surpris du fait que certaines parties de ces tests ont été incorporé dans le morceau final.
Lorsque Moroder est arrivé pour la première fois dans le studio d'enregistrement, il était resté perplexe après avoir vu plusieurs micros dans la cabine. L'ingénieur du son lui a alors expliqué que les microphones provenaient de différentes époques, des années 1960 au XXIe siècle, et que chaque microphone représente une période de la vie de Moroder. L'ingénieur a ajouté que bien que la majorité des auditeurs ne seraient pas capables de remarquer quelconque différence entre les micros, Thomas Bangalter en est capable. Nile Rodgers était également présent pendant les sessions d'enregistrements, qui ont duré deux jours.
Moroder n'a pas eu de nouvelle sur l'avancement du morceau jusqu'à décembre 2012 : Moroder était alors dans le même studio parisien que Daft Punk. L'ingénieur du son lui a alors répondu que la production de Giorgio by Moroder avait bien avancé, mais qu'il n'était pas autorisé à donner plus de détails. Moroder a plus tard affirmé qu'il aurait pu être plus précis durant son entretien avec le groupe, notamment au niveau de sa grammaire. Il nota aussi que s'il souhaitait un jour écrire une autobiographie, il demanderait à Daft Punk l'enregistrement complet de son entretien avec le groupe afin de l'utiliser comme base. Un vinyle contenant une version plus longue de l'entretien était inclus dans l'édition deluxe de Random Access Memories.
Comme pour la majorité des morceaux de l'album, Giorgio by Moroder contient des instrumentations jouées par des musiciens extérieurs au groupe. Daft Punk a transmis leurs idées aux musiciens à travers des partitions, et parfois en fredonnant des mélodies. Bangalter s'est rappelé d'un exemple où il a fredonné une mélodie de drum and bass à Omar Hakim, qui l'a refaite et amélioré pour Giorgio by Moroder. Puisque le duo ne voulait pas utiliser de samples sur Random Access Memories, Daft Punk a enregistré de nouveaux effets sonores avec l'aide de bruiteurs de chez Warner Bros. : par exemple, le groupe a produit le bruitage d'un restaurant bondé en plaçant des micros devant un groupe de personnes utilisant des fourchettes.

## Composition et réception critique
La chanson est jouée en la mineur et avec un tempo de 113 battements par minutes. Zach Baron de GQ a décrit le morceau comme « Moroder parlant de manière hésitante de ses premières heures dans les clubs allemands sur une piste de clics ». Les analyses de Mixmag montrent que la narration de Moroder est complétée par des changements dans l'instrumentation pour avoir un effet dramatique ; une analyse pointe le fait que « quand Moroder explique qu'il "avait besoin d'un clic", une série de clics démarre une ligne de percussions comme il se doit ». Une autre analyse note que « [lorsque Moroder] nous informe que "ses amis l'appellent Giorgio", le morceau explose dans un rêve de synthétiseur arpégé ».
Harrison Andrew de Q détaille que le morceau « [transitionne] d'electro à de la disco pure, [puis] à une grande beauté orchestrale, [puis] dans un blizzard de syndrums (en) », et que le morceau se construit tout du long avant de devenir un morceau de house music conventionnel. Les critiques spécialisés ont également noté la ressemblance entre la structure de Giorgio by Moroder et celle de Supernature du musicien français Marc Cerrone.

## Musiciens
Les crédits ci-dessous sont tirés des notes d'accompagnement de Random Access Memories.
- Daft Punk : production, synthétiseur modulaire, claviers
- Giorgio Moroder : voix
- Paul Jackson, Jr. : guitare
- Greg Leisz (en) : pedal steel guitar
- Chris Caswell : claviers
- Nathan East : guitare basse
- James Genus (en)
- John Robinson : batterie
- Omar Hakim : batterie
- Quinn : percussions

## Classements
| Classement (2013)                           | Meilleure position |
| ------------------------------------------- | ------------------ |
| Billboard (Hot Dance/Electronic songs (en)) | 22                 |
| SNEP                                        | 54                 |
| OCC (Official Streaming Chart (en))         | 13                 |
| Sverigetopplistan                           | 57                 |

| Classement (2013                            | Position |
| ------------------------------------------- | -------- |
| Billboard (Hot Dance/Electronic songs (en)) | 57       |